# フィエスタ・メヒカナ
フィエスタ・メヒカナ（スペイン語: Fiesta Mexicana）とは毎年9月15日前後の敬老の日に、大阪市北区の梅田スカイビルのワンダースクエア広場で開催されるお祭りである。主催はスカイビルに入居している在大阪メキシコ合衆国名誉領事館、毎日放送、スカイビル事務局などである。

## 概要
1995年に第1回が催され、以後毎年開催されている。メキシコ政府が外国で主催するイベントのなかでは最大の規模を誇る。開催中、タコスやトルティーヤなどのメキシコの食べ物やコロナビールやテキーラが屋台で売られる。また、会場中央の舞台ではメキシコの音楽が演奏され民族舞踊などが披露される。3日間の期間中には来訪者を対象に「カンクンリゾート」の航空券の抽選会なども行われる。フィナーレではサルサなどのラテン音楽に乗って皆で踊って終わる。